# Tempestade tropical Ana (2009)
A tempestade tropical Ana foi a primeira tempestade tropical dotada de nome e o primeiro ciclone tropical a afetar o Caribe durante a temporada de furacões no Atlântico de 2009. Formando-se de uma área de baixa pressão associada a uma onda tropical em 1 de agosto, Ana atingiu brevemente a intensidade de tempestade tropical antes de se enfraquecer e se tornar novamente uma depressão tropical. No dia seguinte, o sistema degenerou-se numa área de baixa pressão remanescente, que não apresentava atividade convectiva assim que seguia para oeste no Oceano Atlântico Norte tropical. Em 14 de agosto, a depressão se regenerou a cerca de 1.735 km a leste das Pequenas Antilhas. No início da manhã de 15 de agosto, o ciclone voltou a ser uma tempestade tropical. Naquele momento, o Centro Nacional de Furacões dos Estados Unidos atribuiu-lhe o nome "Ana". Após atingir o pico de intensidade, com ventos máximos sustentados de 65 km/h e uma pressão atmosférica central mínima de 1.004 hPa, a tempestade começou a se enfraquecer novamente devido ao aumento do cisalhamento do vento e a incomum velocidade de deslocamento da tempestade. Em 16 de agosto, a tempestade se enfraqueceu mais uma vez para uma depressão tropical antes de se dissipar completamente perto de Porto Rico em 17 de agosto.
Vários alertas de tempestade tropical foram emitidas para as Pequenas Antilhas, Porto Rico e para a República Dominicana entre 15 e 17 de agosto. Várias ilhas da região tomaram pequenas precauções para a chegada da tempestade. O governo da ilha de Saint Croix, Ilhas Virgens Americanas retirou 40 residentes de áreas sujeitas a enchentes como forma de prevenção a desastres. Na República Dominicana, as autoridades locais tomaram preparativos para montar as instituições de ajuda e abrir os abrigos de emergência. Os impactos associados a Ana foram mínimos a nulos, limitando-se primariamente aos impactos causados pelas chuvas fracas a moderadas associadas a tempestade. Em Porto Rico, a precipitação acumulada chegou a 70 mm, causando inundações em ruas e forçando a evacuação de três escolas.

## História meteorológica

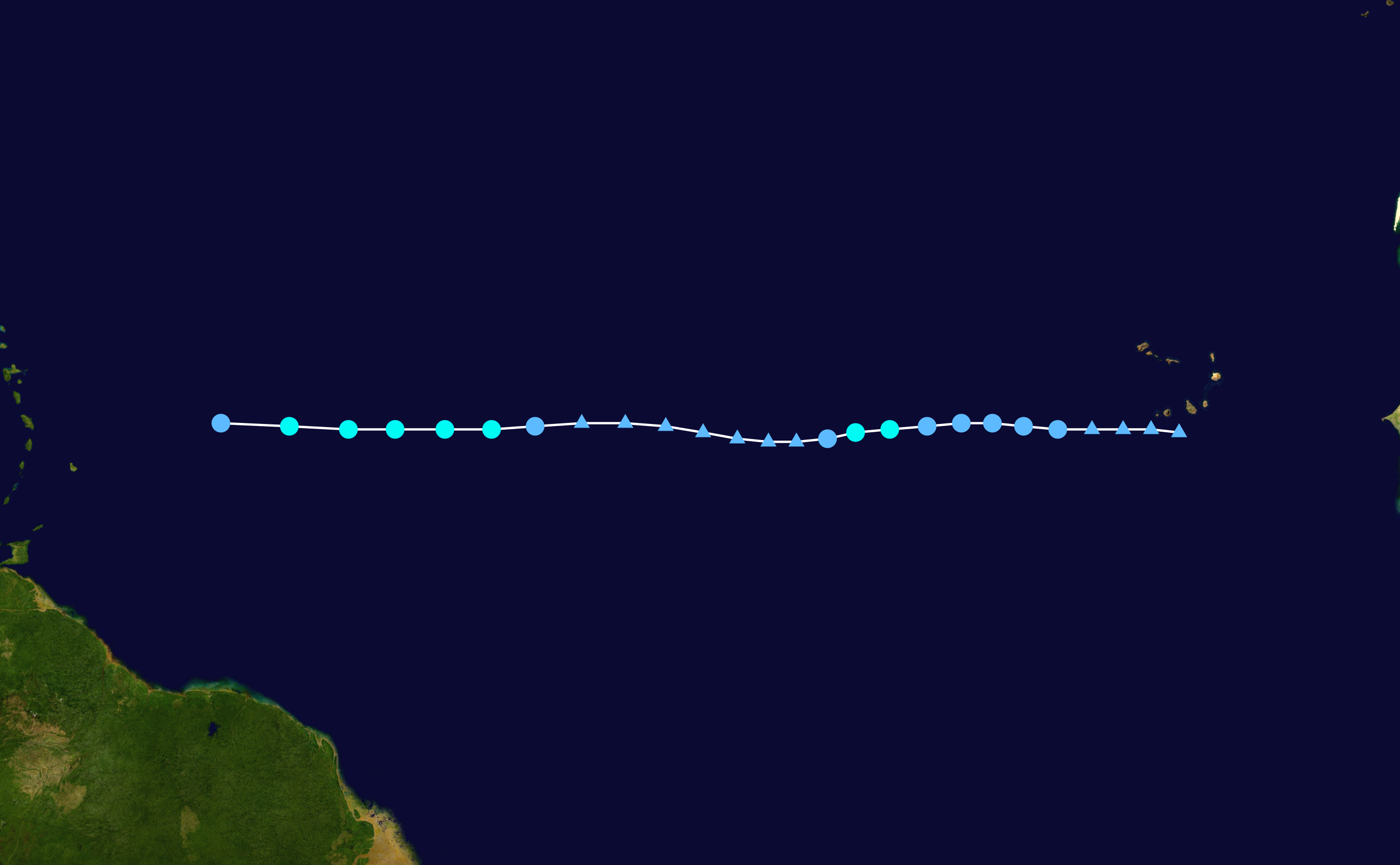
O caminho de Ana

Em 9 de agosto, o Centro Nacional de Furacões dos Estados Unidos (NHC) começou a monitorar uma onda tropical associada a uma pequena área de convecção atmosférica entre o arquipélago de Cabo Verde e a costa oeste da África. O sistema gerou uma área de baixa pressão assim que seguia para oeste.  Após se organizar lentamente por alguns dias, o NHC declarou que o sistema tinha se intensificado para uma depressão tropical, o segundo da temporada, no início da madrugada de 11 de agosto. Naquele momento, o centro da nova depressão tropical estava a cerca de 455 km a oeste de Cabo Verde. A depressão desenvolveu áreas de convecção profunda em torno de seu centro de circulação e continuou a seguir para oeste em resposta a uma alta subtropical de médios níveis ao seu norte. Foi prevista a gradual intensificação da depressão, já que o sistema seguia sobre águas marginalmente quentes e numa área com baixo cisalhamento do vento. No entanto, também foi previsto que a intrusão de ar mais seco poderia afetar negativamente o ciclone.
Em 12 de agosto, o NHC relatou que a depressão tropical estava para atingir a intensidade de uma tempestade tropical. Esta previsão foi baseada num súbito aumento das áreas de convecção profunda ao redor da circulação ciclônica da depressão. Naquele momento, o sistema não foi classificado para uma tempestade tropical. No entanto, em análises pós-tempestade, foi determinado que o sistema atingiu realmente a intensidade de uma tempestade tropical, com pico de intensidade com ventos máximos sustentados de 65 km/h, que durou cerca de 12 horas em 12 de agosto. Várias horas mais tarde, o sistema ficou desorganizado devido ao aumento do cisalhamento do vento. Durante aquela tarde, o sistema quase alcançou a intensidade de tempestade tropical novamente. Porém, as áreas de convecção profunda associadas rapidamente diminuíram, e o sistema ficou ausente de atividade de tempestades e trovoadas. Na tarde de 13 de agosto, a depressão degenerou-se para uma área de baixa pressão remanescente não-convectiva, o NHC baseou a desclassificação do sistema na ausência de áreas de convecção profunda que perdurou mais de 24 horas. Com isso, o NHC emitiu seu aviso final sobre o sistema, mas observou que havia possibilidades de uma regeneração.

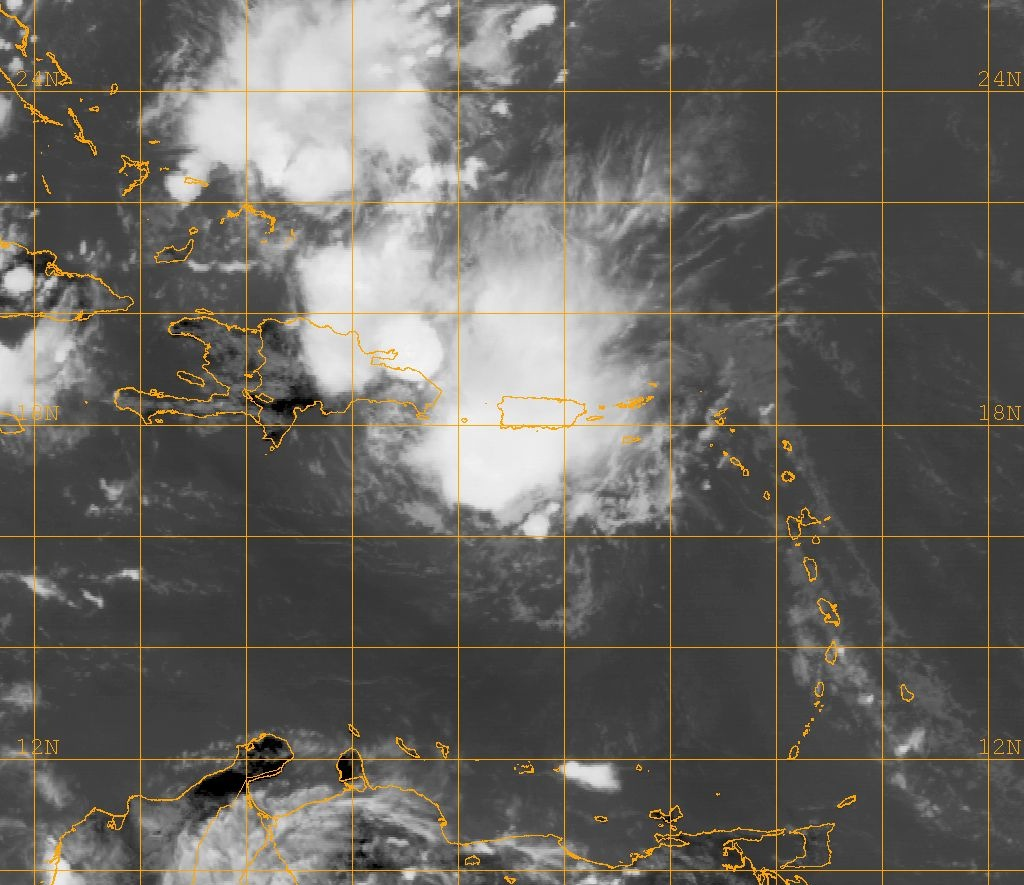
A depressão tropical Ana perto de Porto Rico

Em 14 de agosto, cerca de 24 horas após a degeneração do sistema, novas áreas de convecção profunda começaram a se desenvolver no sistema.  Mais tarde naquele dia, um avião caçador de furacão lançou sondas meteorológicas em meio à tempestade. Os dados fornecidos pelas sondas indicaram que o ciclone estava em processo de regeneração, e logo depois, o NHC voltou a emitir avisos regulares sobre a depressão. Naquele momento, o centro da depressão estava a cerca de 1.735 km a leste das Ilhas de Sotavento das Pequenas Antilhas. A depressão continuou a seguir para oeste em resposta a uma área de alta pressão de altos níveis no Atlântico Norte. No início da madrugada de 15 de agosto, o NHC classificou a depressão para a primeira tempestade tropical da temporada, dando-lhe o nome "Ana", assim que novas áreas de convecção profunda se formaram em associação ao sistema. Mais tarde naquele dia, o cisalhamento do vento aumentou novamente, e as áreas de convecção profunda associadas à tempestade foram deslocadas para leste de sua circulação ciclônica, deixando novamente exposto seu centro de circulação exposto.
Em 16 de agosto, a velocidade de deslocamento de Ana começou a aumentar, e a tempestade adentrou rapidamente numa região com menos umidade e mais estável. Naquela tarde, um avião caçador de furacões que analisou a tempestade não encontrou nenhuma evidência de ventos com intensidade de tempestade tropical. Baseado nestes dados, o NHC desclassificou Ana para uma depressão tropical. Várias horas depois, novas áreas de convecção profunda se formaram em torno da depressão assim que o ciclone seguia rapidamente (42 km/h) para oeste-noroeste. No entanto, as novas áreas de convecção estavam alinhadas meridionalmente, ou seja, estavam orientadas de norte a sul, indicando que estavam associadas a uma onda tropical ao invés de associadas à depressão. No início da madrugada de 17 de agosto, imagens de radar de Guadalupe e de San Juan, Porto Rico, mostravam que a depressão não mais apresentava uma circulação ciclônica de baixos níveis. Apesar disto, o NHC manteve a emissão de avisos, até pelo menos a confirmação do fato por meio de imagens de satélite no canal visível. Mais tarde naquele dia, outro avião caçador de furacão chegou à tempestade e não encontrou qualquer circulação ciclônica de baixos níveis. Logo após, o NHC declarou que Ana havia se dissipado ao largo da costa sul de Porto Rico. Com isso, o NHC emitiu seu aviso final sobre Ana. O sistema remanescente de Ana continuou a seguir para oeste-noroeste e noroeste, mas as condições meteorológicas não permitiram uma nova regeneração da tempestade, que se dissipou completamente perto de Cuba.

## Preparativos e impactos

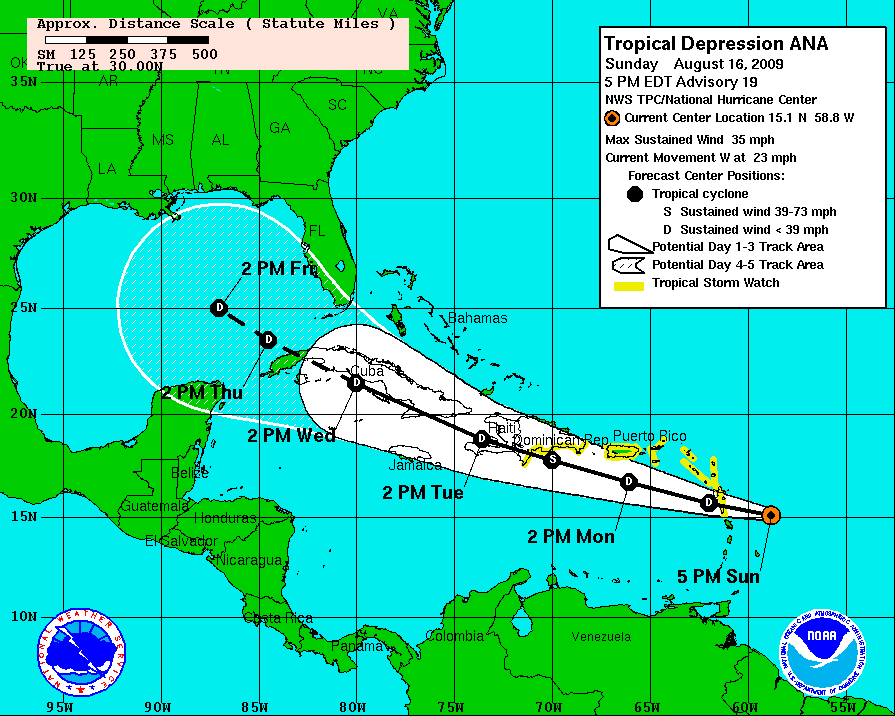
Trajetória prevista de Ana em 16 de agosto e as áreas sob alerta de tempestade tropical (destacadas em amarelo) para o 23º aviso do NHC sobre a tempestade

Na tarde de 15 de agosto, o governo das Antilhas Neerlandesas emitiu um alerta de tempestade tropical para St. Maarten, Saba e St. Eustatius. Mais tarde naquele dia, os governos dos vários países que compõem as Pequenas Antilhas também emitiram alertas de tempestade tropical, mais especificamente Antigua, Barbuda, Ilhas Virgens Britânicas e Americanas, Montserrat, São Cristóvão e Nevis e Anguilla. No início da madrugada de 17 de agosto, o alerta de tempestade foi expandido para Porto Rico. Mais tarde, o governo de Dominica também emitiu alerta de tempestade tropical. Logo após, as ilhas de Guadalupe, St. Martin e St. Barthélemy ficaram sob alerta de tempestade tropical. Naquela tarde, a costa da República Dominicana entre Cabo Engaño e Cabo Beata também ficaram sob alerta de tempestade tropical. Logo após a desclassificação de Ana para uma depressão tropical, o alerta de tempestade tropical para Dominica foi descontinuado. No início da madrugada de 17 de agosto, o alerta também foi descontinuado para Antigua e Barbuda. Durante as últimas horas daquela manhã (UTC), apenas Porto Rico, as Ilhas Virgens Americanas e a República Dominicana permaneceram com o alerta de tempestade tropical em vigor assim que Ana adentrou o mar do Caribe. Durante o início daquela tarde, o alerta de tempestade tropical para a República Dominicana foi estendido para incluir toda a costa norte do país. Várias horas mais tarde, todos os alertas de tempestade tropical foram descontinuados assim que a circulação ciclônica de baixos níveis de Ana se dissipou.

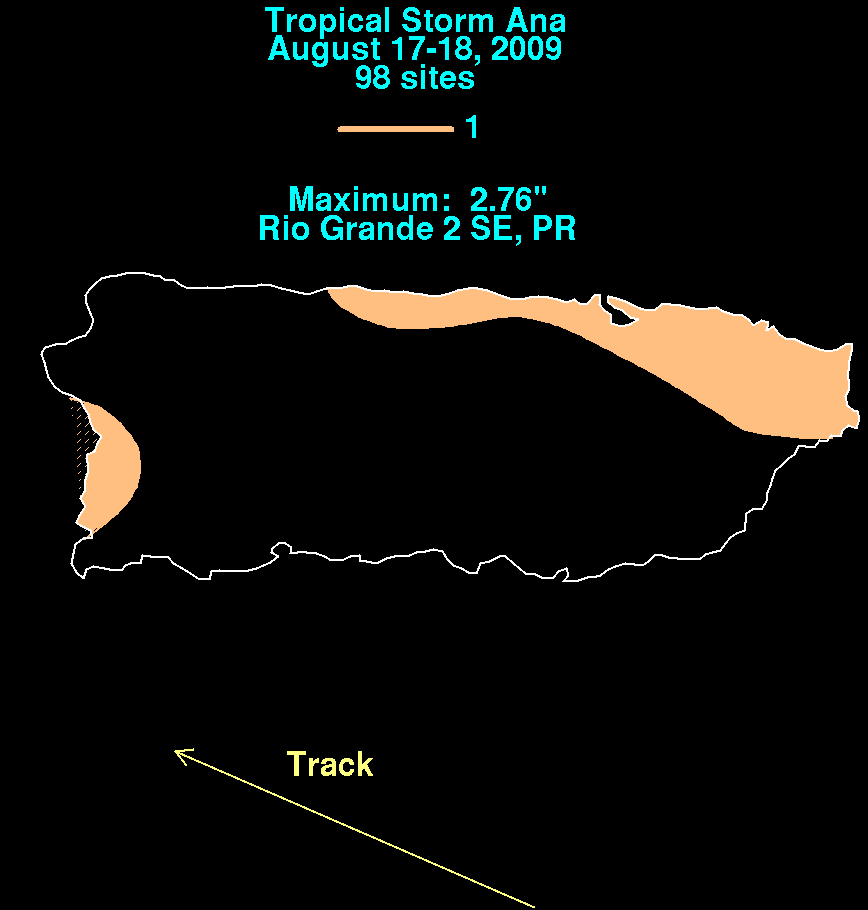
Mapa mostrando a precipitação acumulada associada a Ana em Porto Rico

Em Sint Maarten, as agências de turismo marítimo redirecionaram seus navios de cruzeiro para outros destinos com o objetivo de evitar a tempestade. As embarcações nos portos ficaram impedidas de deixar a ilha. Vários navios seguiram para a laguna da baía de Simpson, onde as ondas são geralmente pequenas. Em São Cristóvão, as autoridades locais retiraram 40 famílias em áreas propensas a enchentes para abrigos de emergência como recurso de evitar desastres naturais maiores. Em 17 de agosto, o Serviço Nacional de Meteorologia dos Estados Unidos em San Juan, Porto Rico, emitiu um aviso de pequenas enchentes, e de enchentes urbanas para todos os municípios do leste da ilha. Um alerta verde também foi emitido para a maior parte da ilha. Os voos de partida e chegada em Porto Rico foram atrasados propositalmente para evitar a tempestade. Na República Dominicana, as autoridades locais emitiram alertas de enchentes para 12 províncias, já que se esperava que o sistema remanescente de Ana provocasse chuvas torrenciais, com acumulados superiores a 150 mm. O general Luna Paulino, do exército civil, ativou instituições de alívio a emergências e notificou os residentes sobre possíveis evacuações obrigatórias. As autoridades inspecionaram as barragens ameaçadas pela tempestade para proteger várias pequenas cidades e vilas. As autoridades de emergência declararam que cerca de 35.000 pessoas estavam em estado de alerta no caso de um desastre. Abrigos de emergência também foram preparados em todo o país. No entanto, estes abrigos de emergência não foram abertos, e as pessoas que tinham deixado suas residências voluntariamente tiveram que retornar em 17 de agosto. No Haiti, as autoridades locais puderam todo o país em alerta amarelo, já que o sistema remanescente de Ana poderia ameaçar as regiões montanhosas do país.
Em Saint Thomas, Ilhas Virgens Americanas, os ventos máximos sustentados chegaram a 45 km/h e as rajadas de vento chegaram a 65 km/h. Em Porto Rico, as fortes chuvas causadas por Ana provocaram pequenas enchentes, que causaram apenas danos mínimos ou nulos. Os acumulados de chuva ficaram limitados devido à rápida velocidade de deslocamento. Em Loíza, 44 mm de chuva caiu na tarde de 17 de agosto. Em Porto Rico, a maior precipitação acumulada foi registrada em Río Grande, 70 mm. As chuvas causaram o aumento do nível do rio Fajardo, e as autoridades locais emitiram alertas de enchentes, já que havia a possibilidade do transbordamento do rio. Várias ruas ficaram temporariamente fechadas pelas enchentes, incluindo um túnel. Três escolas tiveram que ser evacuadas. Em toda a ilha, cerca de 6.000 pessoas ficaram sem o fornecimento de eletricidade assim que várias árvores caíram sobre postes. Também houve relatos de tornados e trombas d'água associadas a Ana em Porto Rico. O sistema remanescente de Ana produziu chuvas fortes em toda a ilha de São Domingos. No entanto, não há relatos de danos. Foi previsto que a precipitação acumulada poderia ultrapassar 150 mm em áreas montanhosas da República Dominicana. Porém, não há relatos de significativos acumulados na região.